# Love Her Madly
Pistes de L.A. Woman
The Changeling
(1) Been Down So Long
(3)
Love Her Madly est une chanson de The Doors qui a été publié en mars 1971.  Composé par le guitariste Robby Krieger, il a servi comme un des singles de L.A. Woman, leur dernier album avec le chanteur Jim Morrison. Love Her Madly est devenu l'un des hits pour les Doors.  Il a atteint la 11e place sur le Billboard Hot 100 Singles Chart, la place no 4 aux Pays-Bas et a atteint la place no 3 au Canada. 

## Personnel
- Jim Morrison - Chant, Tambourin
- Robby Krieger - Guitares
- Ray Manzarek -  Piano punaisé, Orgue Vox Continental.
- John Densmore - Batterie
- Jerry Scheff - Guitare basse

## Présentation
Love Her Madly devait être le premier single des Doors pour L.A. Woman mais Robby résista disant que sa chanson était trop commerciale pour les Doors. C'est donc Riders on the Storm qui fut choisi.
En 2000, Robby Krieger, John Densmore et Ray Manzarek ont enregistré une nouvelle version de Love Her Madly avec Bo Diddley pour l'album hommage Stoned Immaculate.

## Apparition
La chanson a été utilisée dans le film de 1994: Forrest Gump ainsi que d'autres chansons des Doors comme Break on Through (To the Other Side), Soul Kitchen, Hello, I Love You, ou People Are Strange.La chanson a également été abordée en 1999, dans un style reggae / ska, par The Long Allstars Dub plage pour leur premier album, Right Back.

## Reprise
- Bo Diddley